# Thomas A. Steitz
Thomas Arthur Steitz (født 23. august 1940, død 9. oktober 2018) var en amerikansk biokemiker, Sterling Professor of Molecular Biophysics and Biochemistry på Yale University og forsker på Howard Hughes Medical Institute, der er bedst kendt for sit arbejde med ribosomer.
I 2009 modtog Steitz nobelprisen i kemi sammen med Venkatraman Ramakrishnan og Ada Yonath "for studier af strukturen og funktionen af ribosomet". 
Steitz modtog også Gairdner International Award i 2007 "for sine studier af ribosomets struktur og funktion som viste at peptidyltransferase var en RNA-katalyseret reaktion, og for at kortlægge mekanismen bag inhiberingen af denne funktion med antibiotika".